# سازمان لیگ فوتبال تاجیکستان
سازمان لیگ فوتبال تاجیکستان (روسی: Футбольная лига Таджикистана؛ تاجیکی: Лигаи футболи Тоҷикистон) - یک سازمان فوتبال عمومی ورزش در تاجیکستان است که در سال ۲۰۱۳ تأسیس شد. این نهاد اصلی حاکم بر همه بخشهای لیگ فوتبال تاجیکستان و همچنین جام تاجیکستان و سوپرجام تاجیکستان است.
در کشور تاجیکستان، فدراسیون فوتبال تاجیکستان، دیگر سازمان فوتبالی است که کنترل کل فوتبال کشور را بر عهده دارد. این نهاد همچنین تیم‌های مختلف ملی (تیم‌های ملی، المپیک، جوانان و زنان) را مدیریت می‌کند و همچنین جام فدراسیون فوتبال تاجیکستان را برگزار می‌کند.